# Нечиста сила (роман)
„Нечиста сила“ (на руски: Нечистая сила) е исторически роман от съветския писател Валентин Пикул, написан през 1980 г.

## Сюжет
Внимание:  Текстът по-долу разкрива сюжета на произведението (или части от него)!
Романът описва царуването на последния руски император Николай II, както и най-енигматичната личност, оказала на царя значително влияние - Григорий Распутин. В романа, Николай II е представен като безволев и жесток владетел, изцяло подчинен на Распутин и на съпругата си. В резултат на влиянието на Распутин, а на стоящите зад него „тъмни“ сили царуването на Николай II завършва с катастрофа и революция.

## Скандали, свързани с романа
Романът „Нечиста сила“ е въвлечен в редица скандали.
Въпреки крайната „анти-монархическа“ ориентация на произведението, наситено с цитати от Владимир Ленин и отразяващо „съветската“ гледна точка към последния руски император, официалното правителство приема романа негативно. Романът е публикуван в списание „Наш современник“ с множество съкращения и редакции, като е променено дори и неговото име – „На последния ред“. В съветската преса се появява „разгромяваща“ рецензия (с автор - Ирина Пушкарева) на романа: „След прочитане на ръкописа на романа на В. Пикул така и не става ясно защо на автора е потрябвало да вади отдавна забравени и погребани в кофата за боклук на историята, факти и събития от второстепенно значение." И накрая, по личното нареждане на главния съветски идеолог Михаил Суслов върху Пикул е поставено тайно наблюдение.
Монархическите кръгове на Запад виждат в романа скандален пасквил срещу Николай II, неговото семейство и близкото обкръжение на императора. Синът на царския премиер-министър Пьотър Столипин в прегледа на „Трохи истина в бъчва от лъжи“ (публикувана за първи път в чуждестранния вестник „Посев“ бр.№ 8, 1980 г.) заявява: "В книгата има много места, не само неверни, но и нискокачествени и клеветнически, за които в правова държава авторът ще отговаря не само пред критиците, но и пред съда.”
Интелектуалците в Съветския съюз също реагират нееднозначно към романа, заради видимя антисемитизъм. В романа си Пикул представя влиянието на някои „тъмни“ сили върху царя чрез Распутин като "световна еврейска конспирация" срещу Русия. Това предизвиква силна реакция негативна реакция от много колеги на писателя. Така например, известният писател Юрий Нагибин, в знак на протест след публикуването на романа, напуска редакционната колегия на списание „Наш современник“.
Въпреки това, Пикъл счита романа „Нечиста сила“ като един от най-добрите в кариерата си. Той пише: "Историческият роман – това е роман до голяма степен съвременен. Проследявайки разпада на царското самодържавие в навечерието на революцията, аз се опитвах да покажа, че Распутин е бил само видимата фигура на отвратителната клика, която се навърта около престола на последния цар, тези тайни сили, които режисират историческите действия. Всичко това е "нечистата сила”, това демонично сборище на руската земя."